# Generalitat
La Generalitat és el conjunt d'institucions d'autogovern de Catalunya i del País Valencià. Ambdues tenen el seu origen en la Diputació del General, una institució emanada de les Corts per recollir els tributs aprovats per aquestes, anomenats generalitats. En el cas català va adquirir entitat jurídica pròpia amb la "restauració" de l'autogovern, el 18 d'octubre de 1931, sota el nom de Generalitat de Catalunya. El 1982 es va crear també la Generalitat Valenciana.
Històricament, el nom de generalitat també ha existit en altres països, relacionat amb els impostos generals o el govern general.

## Les Generalitats franceses
A França, sota l'antic règim reial entre el 1542 i el 1789, les généralités eren les circumscripcions tributàries a càrrec de tresorers generals que controlaven la recaptació dels impostos estatals. A partir del segle xvii es creen les figures d'intendents adscrits a les Generalitats. Amb el paper de control de finances i de policia, els intendents van adquirir un paper de control polític convertint-se en un element de la política centralitzadora dels reis de França en els Estats Generals de França.

## La Generalitat neerlandesa
Amb l'abdicació del rei, a les set Províncies Unides dels Països Baixos, els Estats Generals van adquirir la funció de govern central. Les seves actuacions eren anomenades com "de la Generalitat" (en neerlandès Generaliteit), en contrast amb els estats provincials que funcionaven com a governs regionals. Al voltant d'un 20% del territori de les Províncies Unides no era inclòs en cap estat provincial i era governat directament pels Estats Generals. Eren conegudes com les Terres de la Generalitat (Generaliteitslanden).